# Ironman 70.3 Zell am See-Kaprun
Der Ironman 70.3 Zell am See-Kaprun ist eine seit 2012 im österreichischen Bundesland Salzburg in der Region Zell am See-Kaprun stattfindende Triathlon-Sportveranstaltung.
Er ist Teil der Ironman-70.3-Triathlon-Rennserie der World Triathlon Corporation (WTC), einem Tochterunternehmen der chinesischen Dalian-Wanda-Konzerns. Weltweit werden von der WTC unter deren Markenzeichen „Ironman 70.3“ Rennen über die Distanz 1,9 km Schwimmen, 90 km Radfahren und 21,1 km Laufen sowohl selbst organisiert wie auch durch unabhängige Veranstalter, die für die Nutzung des Markenzeichens Gebühren an die WTC entrichten, veranstaltet. Aus der Gesamtdistanz von 113 km bzw. 70,3 Meilen leitet sich der Name ab.

## Organisation
Mit dem Ironman 70.3 Zell am See-Kaprun fand am 26. August 2012 erstmals ein Ironman-70.3-Rennen in und um Zell am See, Kaprun, Bruck, Maishofen und Piesendorf statt.

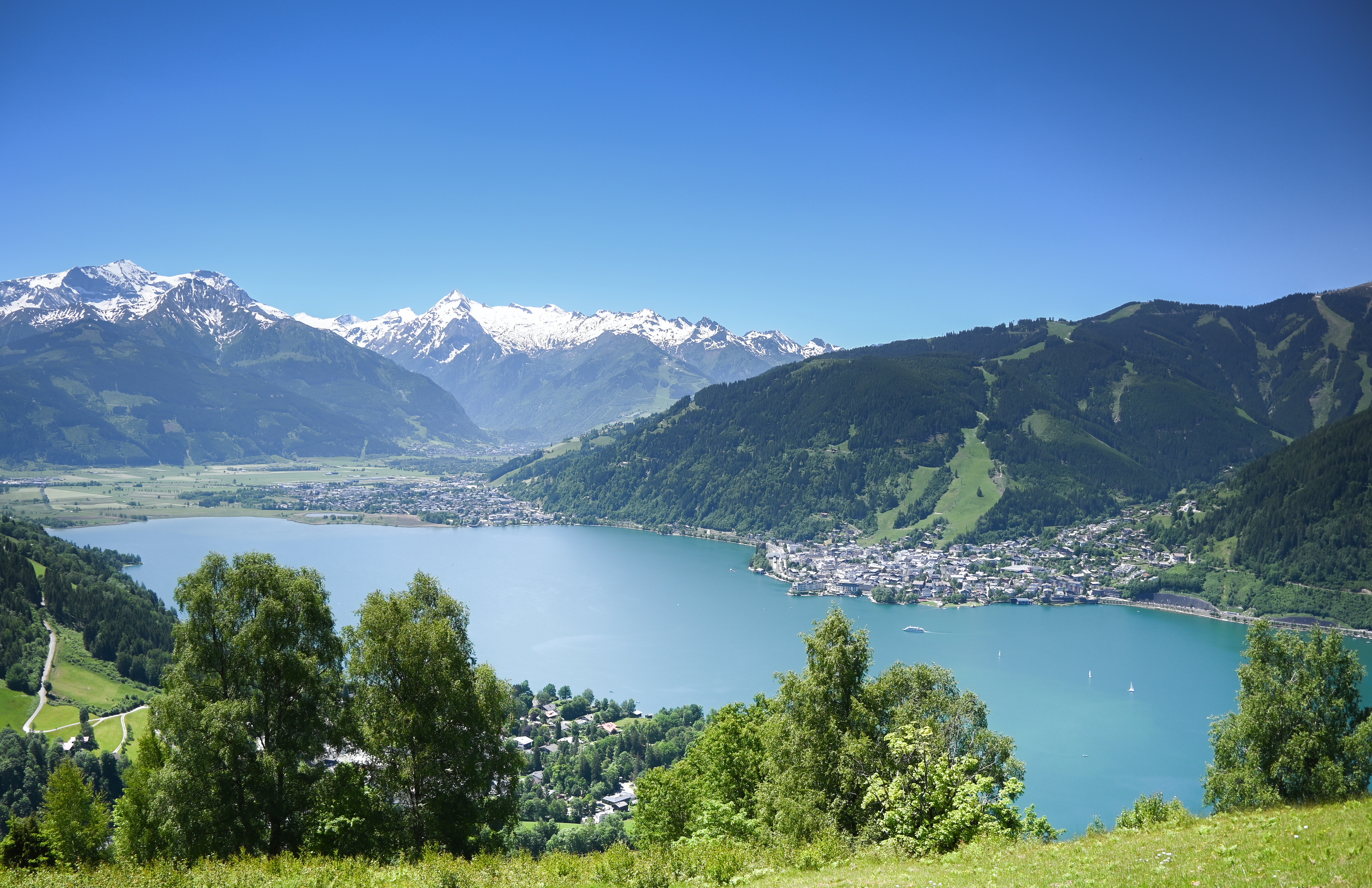
Blick auf Zell am See

Neben dem Ironman 70.3 Austria wurde diese so zur zweiten Veranstaltung der WTC über diese Distanz in Österreich. Bei der Premiere konnten die bestplatzierten Amateure in ihren Altersklassen bei dieser Veranstaltung je einen von dreißig Startplätzen beim Saisonabschluss der Serie, der Ironman 70.3 World Championship erwerben, 2015 wurde diese Anzahl auf 35 erhöht. Das Starterfeld war durch die Maximalkapazität der Radstrecke auf 1800 Starter beschränkt. Seit 2014 bietet eine geänderte Führung der Radstrecke 2200 Startplätze.
Im August 2015 wurde die Veranstaltung auf zwei Tage aufgeteilt: Am Samstag fand der Ironman 70.3 Zell am See-Kaprun als reiner Amateurwettkampf ohne Preisgeld statt. Am Sonntag fand auf demselben Kurs – erstmals außerhalb von Nordamerika und zum zweiten Mal außerhalb der USA – der Saisonabschluss der Serie, die Ironman 70.3 World Championship statt. Eine Teilnahme sonntags war nur bei vorheriger Qualifikation bei einem Wettkampf unter dem Markenzeichen der WTC möglich.
Die Ironman 70.3 World Championship ist keine durch einen internationalen Verband vergebene formale Weltmeisterschaft, war aber mit 250.000 US-Dollar Preisgeld vor dem ITU World Triathlon Hamburg der höchstdotierte Triathlonwettkampf 2015 in Europa.
Das Starterfeld wurde 2017 erneut vergrößert und am 27. August starteten etwa 2500 Athleten aus über 60 Nationen in den Zeller See.
Im August 2018 musste das Rennen witterungsbedingt ohne die Raddistanz ausgetragen werden.
Im Juli 2020 wurde das für den 30. August geplante Rennen, aufgrund der COVID-19-Pandemie, abgesagt. Das letzte Rennen war hier am 1. September 2024.

### Streckenführung
- Die 1,9 km lange Schwimmstrecke erstreckt sich über eine Runde im Zeller See zwischen dem Start in Schüttdorf und der Zeller Altstadt. Der Schwimmstart erfolgt als Wasserstart und wird in Wellen durchgeführt. Die Profi-Athleten starten als erste Gruppe, 2015 wurden die Teilnehmer in acht Startgruppen aufgeteilt.
- Die Radstrecke ist eine 90 km lange Runde mit insgesamt 870 hm, die zunächst vom Schwimmausstieg in Schüttdorf über Bruck an der Großglocknerstraße und die Pinzgauer Straße bis nach Lend und dann weiter nach Dienten am Hochkönig zum höchsten Punkt der Strecke (1280 m) führt. Die Hochkönig Straße hinab zweigt die Strecke kurz vor Saalfelden am Steinernen Meer durch das Saalachtal wieder zur Pinzgauer Straße ab, führt dann über Maishofen in die Zeller Altstadt und weiter am See entlang nach Schüttdorf. Vor dem Wechsel auf die Laufstrecke folgt noch eine kurze Schleife zu einem Wendepunkt bei Piesendorf und dann über Kaprun und Bruck an der Hochglocknerstraße wieder zurück nach Schüttdorf.
- Die Laufstrecke erstreckt sich als zweimal zu laufende Wendepunktstrecke von Schüttdorf aus im Uhrzeigersinn am See entlang bis zum Wendepunkt in Thumersbach und das Ziel liegt in der Altstadt von Zell am See.

### Streckenrekorde
Die Streckenrekorde werden hier seit 2012 vom Italiener Alessandro Degasperi mit 3:46:06 Stunden und bei den Frauen durch die Schweizerin Daniela Ryf seit 2015 mit 4:11:34 Stunden gehalten.

## Siegerliste
| N ° | Datum/Jahr    | Männer                    | Männer           | Männer               | Frauen               | Frauen               | Frauen                 |
| N ° | Datum/Jahr    | Erster Platz              | Zweiter Platz    | Dritter Platz        | Erster Platz         | Zweiter Platz        | Dritter Platz          |
| --- | ------------- | ------------------------- | ---------------- | -------------------- | -------------------- | -------------------- | ---------------------- |
| 13  | 31. Aug. 2025 |                           |                  |                      |                      |                      |                        |
| 12  | 1. Sep. 2024  | Mika Noodt                | Jelle Geens      | Gregor Payet         | Caroline Pohle       | Grace Thek           | Laura Madsen           |
| 11  | 3. Sep. 2023  | Frederic Funk -2-         | Jan Stratmann    | Stenn Goetstouwers   | Daniela Bleymehl -2- | Daniela Kleiser      | Franziska Reng         |
| 10  | 28. Aug. 2022 | Frederic Funk             | Jan Stratmann    | Lukas Hollaus        | Emma Browne          | Grace Thek           | Giorgia Priarone       |
| 9   | 29. Aug. 2021 | Jan Stratmann             | Lukas Hollaus    | Georg Enzenberger    | Laura Philipp -3-    | Anne Reischmann      | Kaidi Kivioja          |
| 8   | 1. Sep. 2019  | Thomas Steger             | Frederic Funk    | Florian Angert       | Daniela Bleymehl     | Els Visser           | Lisa Hütthaler         |
| 7   | 26. Aug. 2018 | Michael Weiss             | Andreas Giglmayr | Laszlo Tarnai        | Laura Philipp -2-    | Bárbara Riveros Díaz | Alexandra Tondeur      |
| 6   | 27. Aug. 2017 | Boris Stein               | Andreas Giglmayr | Nils Frommhold       | Laura Philipp        | Anja Beranek         | Anna Przybilla         |
| 5   | 28. Aug. 2016 | Marino Vanhoenacker -2-   | Stuart Hayes     | Markus Thomschke     | Kaisa Lehtonen       | Tine Holst           | Emma Pallant           |
| 4   | 30. Aug. 2015 | Jan Frodeno               | Sebastian Kienle | Javier Gómez         | Daniela Ryf (SR)     | Heather Wurtele      | Anja Beranek           |
| 4   | 29. Aug. 2015 | Sven van Luyck            | Hywel Davies     | Max Biessmann        | Sandra Daenzer       | Dominique Lothaller  | Carolina Sitges Quiros |
| 3   | 31. Aug. 2014 | Marino Vanhoenacker       | Alberto Casadei  | Matt Trautman        | Eva Wutti            | Kristin Möller       | Anja Beranek           |
| 2   | 1. Sep. 2013  | Gavin Noble               | Nils Frommhold   | Alessandro Degasperi | Eimear Mullan        | Eva Wutti            | Ewa Bugdol             |
| 1   | 12. Aug. 2012 | Alessandro Degasperi (SR) | Daniel Fontana   | Alberto Casadei      | Gina Crawford        | Sonja Tajsich        | Ewa Bugdol             |

| Ironman 70.3 World Championship |